# Johann Nepomuk Wilczek
Pour les articles homonymes, voir Wilczek.
Johann Nepomuk comte Wilczek (Vienne, 7 décembre 1837-Vienne, 27 janvier 1922) est un explorateur polaire, mécène et homme d'affaires autrichien.

## Biographie
Il étudie l'archéologie, l'Art et l'histoire naturelle et voyage en 1863 dans le sud de la Russie, en Crimée et dans le Caucase, puis en 1866, participe comme volontaire à la guerre austro-prussienne.
De 1868 à 1870, il explore l'Afrique du Nord et l'Algérie avec le peintre Anton Schrödl. 
En 1872, il est le principal sponsor de l'expédition austro-hongroise au pôle Nord de Julius von Payer et Karl Weyprecht et fait construire le Tegetthoff. Il dirige en parallèle l’expédition Isbjörn, visant à établir un dépôt de charbon et de ravitaillement pour l'expédition Payer.
En 1875, il devient président de la Société de géographie autrichienne et finance l'établissement de stations météorologiques autour du pôle Nord, telle celle de l'île Jan Mayen (1882).
En 1885, il est un des principaux mécènes du Österreichische Geographische Gesellschaft dont il est membre avec Rodolphe d'Autriche et Guillaume François d'Autriche de la commission de fondation et dont il gérera le développement. 
De 1874 à 1906, il fait construire le Burg Kreuzenstein à Vienne pour abriter ses immenses collections d'art et en 1886 achète le Schloss Moosham. 
Il fait partie des fondateurs, en 1881, de l'Association de sauvetage viennoise (de).
Il est inhumé dans le Burg Kreuzenstein.
Il est le trisaïeul du prince Hans-Adam II de Liechtenstein.

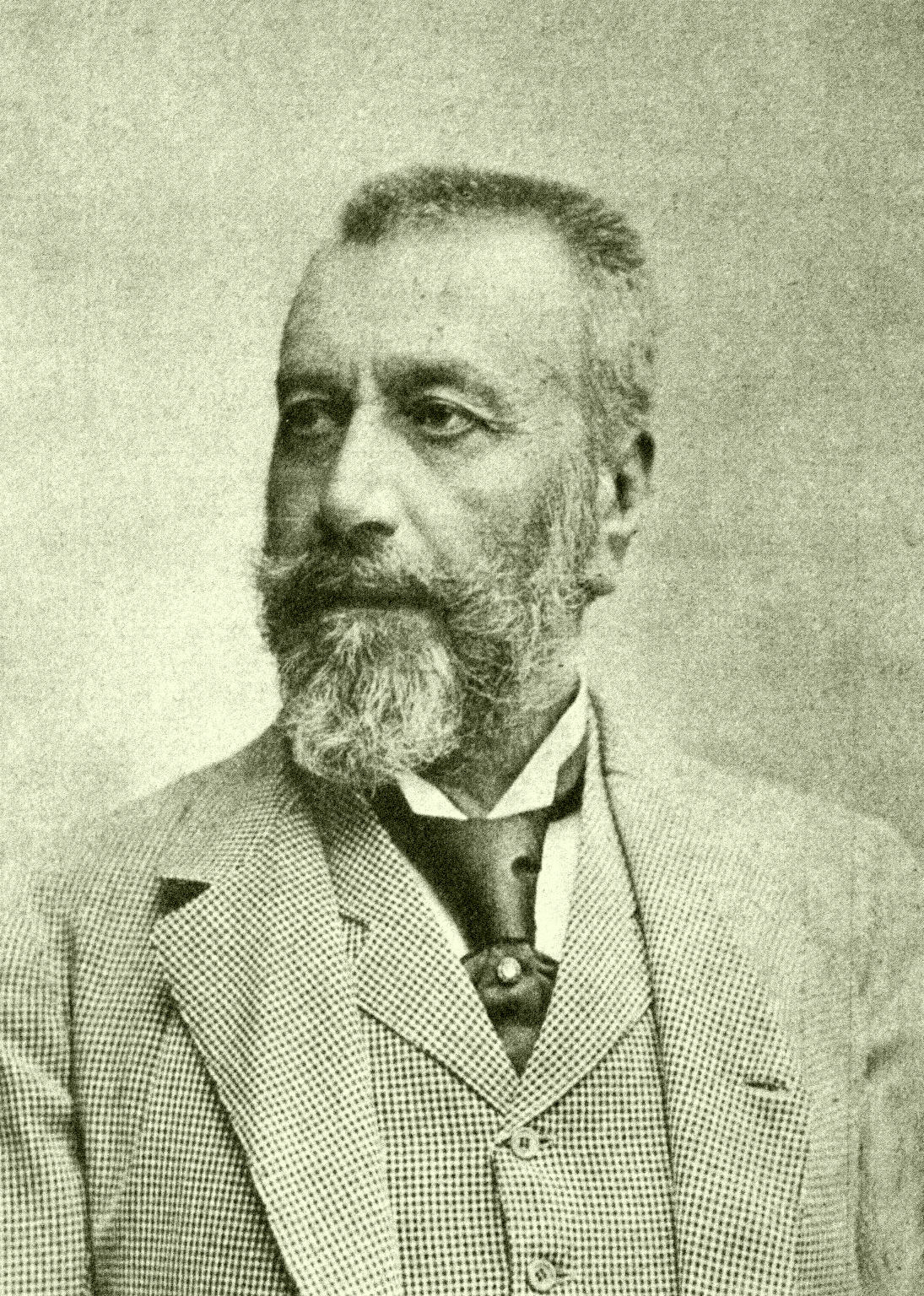
Johann Nepomuk comte Wilczek, photographie de Carl Pietzner (1906).
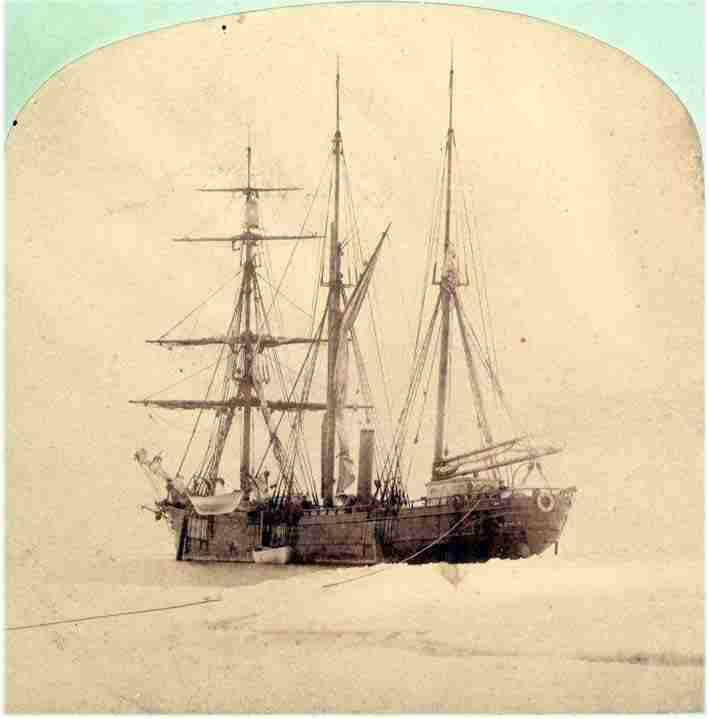
Le Tegetthoff.
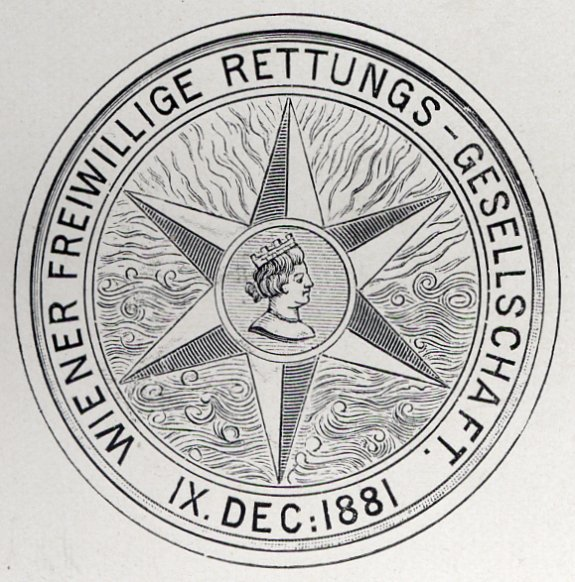

## Hommages
Plusieurs médailles a son nom ont été créées en 1907 et 1917 ; une rue de Vienne a été baptisée en son honneur ainsi que, dans l'archipel François-Joseph, la Terre de Wilczek et l'île Wilczek.

## Œuvres
- Happy Retrospect : The Reminiscences of Count Wilczek (Hans Wilczek Erzählt Seinen Enkeln Erinnerungen Aus Seinem Leben. Happy Retrospect. The Reminiscences of Count Wilczek, 1837-1922), 1934 (publié par sa fille, Elisabeth von Wilczek Kinsky)
- Gentleman of Vienna, 1934 (publié par sa fille, Elisabeth von Wilczek Kinsky)